# Класифікація фітоценозів флористична
Класифікація фітоценозів флористична — система, в якій основними діагностичними критеріями па всіх рівнях (виключаючи нижчий) є флористичні критерії. В даний час К.ф.ф.- найпоширеніша у світі; її принципи використовуються в Західній і Східній Європі, Африці, Австралії, Японії, США та ін.
Творцем цього напрямку класифікації є Ж. Браун-Бланке (фр. Braun-Blanquet). Часто напрямок К.ф.ф. іменується по імені його творця або за першими літерами інституту, де працював Браун-Бланке — сигматизм. З цим напрямком пов'язані імена Тюксена (англ. Tuxen), Елленберга (англ. Ellenberg) та багатьох інших великих фітоценологів. В останньому зведенні по методах флористичної класифікації Вестхофф і ван-дер-Маарел (англ. Westhoff, van der Maarel) запропонували назвати цей напрям флористико-соціологічним. Кредо напрямку — можливість використання флористичної композиції для відображення умов середовища.
У К.ф.ф. розроблена найбільш повна схема синтаксономічної ієрархії, принцип соціологічної прогресії, положення про діагностичні види, синтаксономічна номенклатура, вироблена інтуїтивно-статистична процедура обробки описів з використанням методу фітоценологічних таблиць. В даний час робляться спроби перетворити цю процедуру в строго кількісну, для чого створена «Робоча група» обробки даних при Міжнародному товаристві екології та географії рослин (Пігнатті — італ. Pignati, Кристофоліні — італ. Kristofolini, Лаусі — італ. Lausi и др.].
Синтаксономічна номенклатура задає суворі норми публікації нових синтаксонів із зазначенням пріоритету їх опису. Незважаючи на багато переваг, К.ф.ф. в її найбільш ортодоксальному вираженні, розвиненому самим Браун-Бланке, Тюксеном і їх послідовниками, не позбавлена недоліків і протиріч. Методологічною основою напрямку є концепція дискретності рослинного покриву, яка реалізується масовим вибраковуванням матеріалу за принципом типового відбору пробних площ на всіх етапах його збору і обробки. Не відповідає природі і принцип вірності видів синтаксонів. Ці протиріччя К.ф.ф. усуваються в ряді її дериватів (східно-німецька традиція, принцип багатосторонньої диференціації рослинних угруповань геоботаніків Чехії).